# Antenne RT4
Antenne RT4, vormals Radio RT4,  war ein privater Hörfunksender mit Sitz in Reutlingen. Der Sender nahm am 9. November 1987 als Radio RT4 den Sendebetrieb auf. Hauptgesellschafter war der Reutlinger General-Anzeiger.
In den ersten Jahren teilte sich Radio RT4 die Frequenz 103,4 MHz mit Radio Neufunkland. Gesendet wurde mit einer Leistung von 25 kW vom Raichberg. Die Sendezeiten waren unter der Woche von 0 bis 14 Uhr und von 19 bis 24 Uhr, samstags von 0 bis 14 Uhr sowie sonntags von 5 bis 14 Uhr und von 19 bis 24 Uhr.
Ab 1991 durfte Radio RT4 die Frequenz ganztägig belegen. Da man nun zeitweise das Programm des Stuttgarter Senders Antenne 1 übernahm, wurde der Name in Antenne RT4 geändert.
1994 wurden die Sendegebiete von Antenne 1 und Antenne RT4 zusammengelegt. Aus Reutlingen kamen nur noch montags bis freitags die Sendung „Akku“ von 13 bis 16 Uhr, samstags das Magazin „Weekend“ von 10 bis 14 Uhr sowie sonntags die volkstümliche Sendung „Mit Pauken und Trompeten“ mit Wilfried Haselberger von 9 bis 12 Uhr und die „Spielzeit“ von 13 bis 15 Uhr.
Der Name Antenne RT4 und die letzten Überbleibsel aus Reutlingen verschwanden im Jahr 1999, als sich Antenne 1 in Hit-Radio Antenne 1 umbenannte.

## Programmschema 1988–1991
| Montag bis Freitag 00:00 Nachtschicht 05:00 Aufgeweckt 09:00 Marktplatz 12:00 Cappuccino (bis 14:00) 19:00 Mo, Di, Do: Sound-Check 19:00 Mi: Sportstudio 19:00 Fr: Charts 20:00 Mi: Sound-Check 21:00 Fr: Music Hall (bis 24:00) 22:00 Mo–Do: Moonlight (bis 24:00) | Samstag 00:00 Nachtschicht 05:00 Aufgeweckt 09:00 Marktplatz 11:00 Sportplatz 13:00 Deutsche Oldies (bis 14:00) | Sonntag 05:00 Aufgeweckt 08:00 Mit Pauken und Trompeten 10:00 Mittagsbrunch (bis 14:00) 19:00 Sportstudio 20:00 Oldies 23:00 Country Corner (bis 24:00) |